# Le Neufbourg
Le Neufbourg é uma comuna francesa na região administrativa da Normandia, no departamento Mancha. Estende-se por uma área de 2,25 km². Em 2010 a comuna tinha 422 habitantes (densidade: 187,6 hab./km²).